# Baburi Adası
Baburi Adası är en ö i Azerbajdzjan.   Den ligger i distriktet Baku, i den östra delen av landet, 70 kilometer sydväst om huvudstaden Baku.